# Jean Geoffroy (homme politique)
Pour les articles homonymes, voir Jean Geoffroy.
Jean Geoffroy, né à Malaucène le 7 janvier 1905 et mort à Saint-Saturnin-lès-Apt le 3 février 1991, est un homme politique français.

## Biographie
Issu d'une famille de notables vauclusiens, son père et son grand-père ont été maire de la commune de Malaucène. Jean Geoffroy prépare ses études universitaires à Grenoble (Isère), ou il passe son doctorat en droit. Il s'installe à Apt, comme notaire, puis s'inscrit au barreau d'Avignon, comme avocat.
Durant la Deuxième Guerre mondiale, participant activement à la Résistance, notamment au sein du réseau « Vérité-Combat », il est révoqué de ses fonctions électives, puis arrêté, le 7 août 1943, par la Gestapo. Il est alors interné à Avignon, transféré au camp de Compiègne, avant d'être déporté à Buchenwald, Flossenburg et Hradischko. À son retour, il est distingué par la médaille de la Résistance, et la Légion d'honneur. De 1960 à 1982, il est notaire à Châteauneuf-du-Pape.

## Mandats et fonctions
Maire de Saint-Saturnin-lès-Apt
Seulement un an après son installation à Apt, en tant que notaire, Jean Geoffroy devient maire de la commune de Saint-Saturnin-lès-Apt. En 1941, il est « révoqué » de ce poste, par le gouvernement de Vichy, pour « attitude hostile à l'égard de la Révolution nationale ». Il réintègre ses fonctions en 1944, jusqu'en 1946, qui voit Léopold Empereur le remplacer comme premier magistrat de la commune. En 1955, il devient à nouveau maire de Saint-Saturnin-lès-Apt et le restera jusqu'en 1983, où Jacques Boni lui succède.
Conseiller général de Vaucluse
C'est en 1937 qu'il accède au mandat de conseiller général de Vaucluse, pour le canton d'Apt. Le gouvernement de Vichy le destitue de ce poste en même temps que celui de maire, en 1941. Il retrouve son poste après guerre.
Député de Vaucluse
Il est élu le 21 octobre 1945, pour le Vaucluse, sous l'étiquette SFIO, et reste en poste jusqu'au 10 octobre 1946. Il siégea dans deux commissions : la justice, et l'agriculture.
Sénateur de Vaucluse
D'abord membre du Conseil de la République, du 7 novembre 1948 à 1958 ; il ensuite élu au poste de sénateur de Vaucluse en 1959. Réélu à plusieurs reprises, il gardera ce poste jusqu'au 1er octobre 1986.
Fonctions au cours de ses mandats de sénateur
- Secrétaire du Sénat
- Vice-président de la commission des lois constitutionnelles, de législation, du suffrage universel, du Règlement et d'administration générale
- Membre de la commission des lois constitutionnelles, de législation, du suffrage universel, du Règlement et d'administration générale